# نويل هوبسون
نويل هوبسون (بالإنجليزية: Noel Hobson)‏ هو لاعب هوكي الحقل نيوزلندي، ولد في 15 يوليو 1934 في كرايستشرش في نيوزيلندا.

## وصلات خارجية
- نويل هوبسون على موقع أوليمبيديا (الإنجليزية)